# Австрийска операция
Австрийската операция  е операция на Първа българска армия през време на Отечествената война – участието на България във войната против Третия райх 1944-1945 г. Води се между 30 април 1945 до 9 май 1945 г. когато хитлеристка Германия капитулира.

## Начало и развитие
След проведената от 29 март 1945 до 13 април 1945 г. Мурска операция войските на Първа българска армия и Трети украински фронт на Съветската армия започват Виенската настъпателна операция част от която е Австрийската операция на българската армия. В края на април и началото на май 1945 г. Първа българска армия разгромила германските войски в Унгария при река Мур преследва остатъците от германските подразделения, изтеглящи се в Австрия и навлиза в областта Каринтия. В боевете, които се водят по пътищата на Австрия, участват българските 12-а и 16-а пехотни дивизии и 1 армейска моторизирана дружина и 1 армейска бронирана дружина, както и др. армейски части и служби на Първа българска армия, които разгромяват окончателно хитлеристките групировки. На 8 май 1945 г. българската армия е в градчето Лайбниц (Австрия), а разузнавателен взвод достига до околностите на гр. Фьолкермаркт, близо до Клагенфурт. Там командирът на Първа българска армия генерал Владимир Стойчев и помощник-главнокомандващият в министерство на войната българската армия генерал Фердинанд Козовски и представители на Трети украински фронт на съветската армия се срещат с командира на 3 та британска армия генерал Уилям Кейтли.